# Nikolaj Bersarin

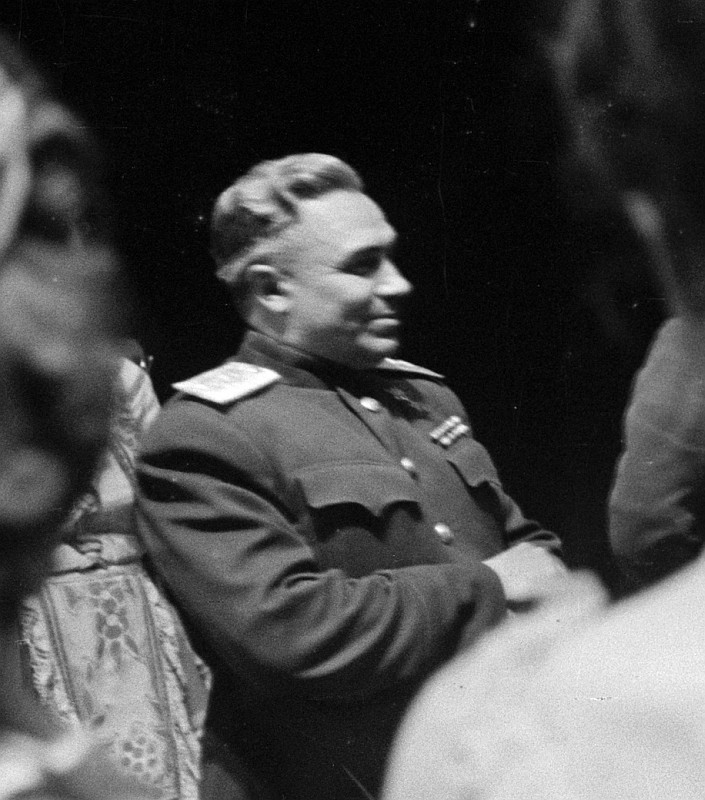
Nikolaj Bersarin

Nikolaj Erastovitj Bersarin, född 1 april 1904 i Sankt Petersburg, död 16 juni 1945 i Berlin, sovjetisk militär (generalöverste), Sovjetunionens första stadskommendant i Berlin.
Bersarin utsågs till sovjetisk stadskommendant i samband med krigsslutet 1945. Han förolyckades samma år i en trafikolycka när han på motorcykel skulle köra om en konvoj i östra Berlin. Det finns dock de som menar att olyckan var arrangerad av de sovjetiska hökar som motsatte sig Bersarins empatiska attityd visavi civilbefolkningen i Berlin. Således lät han till exempel redan efter någon vecka öppna flera av stadens teatrar och biografer för att ge den krigströtta befolkningen ett litet mått av avkoppling.
Bersarinplatz, tidigare Baltenplatz, i stadsdelen Friedrichshain i östra Berlin har fått sitt namn efter honom och där finns även en minnesplakett gjuten av skulptören Fritz-Georg Schulz. Bersarin utgör ett intressant undantag vad gäller titeln Berlins hedersmedborgare. Han tilldelades utmärkelsen postumt 1975 och blev struken 1992, misstänkt för delaktighet i en utrensning i Baltikum under kriget. Efter de tyska myndigheternas utredning 2003 friades Bersarin och återfördes på listan över hedersmedborgare.
2005 döptes även en bro på Landsberger Allee i östligaste Berlin till Bersarinbrücke, och vid Alfred-Kowalke-Strasse 10 där han förolyckades finns en minnesplatta.